# アルバニア共和国 (1925年-1928年)

アルバニア共和国
Republika Shqiptare (アルバニア語)

国の標語: Atdheu mbi te gjitha（アルバニア語）
何よりも祖国国歌: Himni i Flamurit（アルバニア語）
旗への賛歌

アルバニア共和国の位置（1928年）

アルバニア共和国（アルバニアきょうわこく、アルバニア語: Republika Shqiptare）は、1925年にアルバニア公国が共和制に移行して誕生したバルカン半島の国家である。

## 歴史
列強の思惑により、ヴィルヘルムが公に据えられて成立したアルバニア公国は周辺国の圧力に常に晒されていた。第一次世界大戦が勃発すると、国内は内戦状態となり、1914年9月にヴィルヘルムはドイツへ亡命した。
戦後、彼が公位に復帰することは叶わず、アルバニアは公国としての政体のまま、首相を臨時元首として国政を運営した。しかし、政情は一向に安定せず、ユーゴスラビアの援助を受けて政権を奪取したアフメト・ベイ・ゾグは1925年にアルバニアの共和制移行を宣言。ヴィルヘルムの治世は完全に終わりを告げた。
しかし、アルバニアの共和国時代は長くは続かなかった。
ファシストが大きな力を行使するイタリア王国からの影響力は強まり、1927年11月24日にはイタリアとの間に攻守同盟を結んだ。
1928年、大統領のゾグは憲法改正を行い、自身は国王に戴冠。アルバニア王国が成立し、アルバニアは再び君主国となった。